# Ermita del Calvari de Ribesalbes
L'Ermita o Capella del Calvari de Ribesalbes és un bé de rellevància local situat en el municipi homònim.
El seu codi BRL és 12.06.095-002 i la seva qualificació es troba en la Disposició Addicional Cinquena de la Llei 5/2007, de 9 de febrer, de la Generalitat Valenciana, de modificació de la Llei 4/1998, d'11 de juny, del Patrimoni Cultural Valencià (DOCV Núm. 5.449 / 13/02/2007).
Es va edificar al segle xix.

## Emplaçament
Està situada a la part alta d'una petita elevació propera al nucli de Ribesalbes, dominant el poble. S'accedeix a la mateixa pel clàssic Via Crucis. Les estacions d'aquest es troben decorades amb retaules de ceràmica pintats a mà, realitzats per José Figás.

## Descripció
L'edifici és de planta quadrangular, amb una cúpula coberta de teules, del tambor de la qual arrenca una espadanya estreta i alta.
A l'interior es troba la talla del Santíssim Crist del Calvari, de gran devoció local i un dels patrons de Ribesalbes. La imatge, realitzada el 1940, va substituir una anterior que va ser destruïda en la Guerra Civil.

## Tradicions
La festivitat del Crist del Calvari se celebra la primera setmana d'octubre. El dissabte anterior a la festivitat, els membres de la Confraria del Santíssim Crist -que es va fundar en 1878- baixen la imatge del Crist en processó des de l'ermita fins a l'església parroquial. Allí roman fins al següent dimarts, i en la nit d'aquesta jornada se celebra la processó de penitents que acompanya al Crist de retorn a la seva capella. Allí se li canten els Gojos, cants monódicos a tres veus, en els quals es lloa al Crist i se li demana protecció per al poble, fins a l'any següent.